# Marian Damaschin
Marian Damaschin (Urziceni, 1 mei 1965) is een Roemeens voormalig voetballer die doorgaans als aanvaller speelde.
Damaschin begon zijn loopbaan als aanvaller in 1983 bij Rapid Boekarest. Hierna speelde hij voor Politehnica Iași, Dinamo Boekarest, Victoria Boekarest en wederom Dinamo Boekarest. Tussen januari 1991 en juli 1992 kwam hij uit voor Feyenoord en hij scoorde negen keer in 29 wedstrijden voor de club uit Rotterdam-Zuid. Feyenoord won de Super Cup in 1991 tegen PSV met 1-0 doelpunt van Damaschin. Hierna ging hij naar Grenoble Isère waar hij in 1994 zijn loopbaan besloot.
Hij kwam vijf keer uit voor het Roemeens voetbalelftal. Damaschin maakte zijn debuut voor zijn vaderland op 2 maart 1986 in de vriendschappelijke wedstrijd in en tegen Egypte (0-1), toen hij na 65 minuten inviel voor Romulus Gabor.